# エルサルバドルの大統領
エルサルバドルの大統領（エルサルバドルのだいとうりょう、スペイン語: Presidente de la  República de El Salvador）は、エルサルバドル共和国の元首たる大統領である。

## 大統領の一覧

### 中央アメリカ連邦共和国内エルサルバドル国家元首 (1821年-1841年)
- ペドロ・バリエレ：1821年9月21日-1821年11月28日
- ホセ・マティアス・デルガド：1821年11月28日-1823年2月9日
- ビセンテ・フィリソラ：1823年2月10日-1823年5月7日
- フェリペ・コダジョス：1823年5月7日-1823年5月25日
- マリアーノ・プラド：1823年7月1日-1824年4月22日
- フアン・マヌエル・ロドリゲス：1824年4月22日-1824年10月1日
- マリアーノ・プラド（代理）：1824年10月1日-1824年12月13日
- フアン・ビセンテ・ビジャコルタ・ディアス：1824年12月13日-1826年11月1日
- マリアーノ・プラド（代理）：1826年11月1日 -1829年1月30日
- ホセ・マリア・コルネホ：1829年1月30日-1830年2月16日
- ホセ・ダミアン・ビジャコルタ：1830年2月16日-1830年12月4日
- ホセ・マリア・コルネホ1830年12月4日-1832年4月3日
- フランシスコ・モラサン（暫定）：1832年4月3日-1832年5月13日
- ホアキン・デ・サン・マルティン（代理）：1832年5月13日-1832年7月25日
- マリアーノ・プラド：1832年7月25日-1833年7月1日
- ホアキン・デ・サン・マルティン：1833年7月1日-1834年6月23日
- カルロス・サラサール・カストロ（暫定）：1834年6月23日-1834年7月13日
- ホセ・グレゴリオ・サラサール（暫定）：1834年7月13日-1834年9月30日
- ホアキン・エスコラン・イ・バリブレラ：1834年9月30日-1834年10月13日
- ホセ・マリア・シルバ（代理）：1834年10月13日-1835年4月10日
- ニコラス・エスピノーサ：1835年4月10日-1835年11月15日
- フランシスコ・ゴメス（代理）：1835年11月15日-1836年2月1日
- ディエゴ・ビヒル・コカーニャ：1836年2月1日-1837年5月23日
- ティモテオ・メネンデス：1837年5月23日-1837年6月7日
- ディエゴ・ビヒル・コカーニャ：1837年6月7日-1838年1月6日
- ティモテオ・メネンデス1838年1月6日 -1838年5月23日
- アントニオ・ホセ・カーニャス（代理）：1839年5月23日-1839年7月11日
- フランシスコ・モラサン：1839年7月11日-1840年2月16日
- ホセ・マリア・シルバ（代理）：1840年2月16日-1840年4月15日
- アントニオ・ホセ・カーニャス（暫定）：1840年4月15日-1840年9月20日
- ノルベルト・ラミレス（暫定）：1840年9月20日-1841年1月7日
- フアン・リンド（暫定）：1841年1月7日-1841年2月22日

### エルサルバドル共和国 (1841年 - 現在)
| 代   | 大統領                                               | 大統領 | 所属政党                            | 期                            | 在任期間                       | 在任期間                           | 備考                               |
| ---- | ---------------------------------------------------- | ------ | ----------------------------------- | ----------------------------- | ------------------------------ | ---------------------------------- | ---------------------------------- |
| 00－ | フアン・リンド                                       |        | 保守党                              | -                             | 1841年2月22日 - 1841年6月20日  | 118日                              | 暫定大統領                         |
| 00－ | ホセ・エスコラスティコ・マリン                       |        | 無所属                              | -                             | 1841年6月20日 - 1842年6月28日  | 8日                                | 暫定大統領                         |
| 00－ | フアン・リンド                                       |        | 保守党                              | -                             | 1842年6月28日 - 1842年2月1日   | 218日 （計 336日）                 | 暫定大統領                         |
| 00－ | ホセ・エスコラスティコ・マリン                       |        | 無所属                              | -                             | 1842年2月1日 - 1842年4月14日   | 72日                               | 大統領代行                         |
| 001  | フアン・ホセ・グスマン                               |        | 保守党                              | 1                             | 1842年4月14日 - 1842年6月30日  | 77日                               |                                    |
| 00－ | ディオニシオ・ビジャコルタ                           |        | 無所属                              | -                             | 1842年6月30日 - 1842年7月16日  | 16日                               | 大統領代行                         |
| 00－ | ホセ・エスコラスティコ・マリン                       |        | 無所属                              | -                             | 1842年7月16日 - 1842年9月26日  | 72日                               | 大統領代行                         |
| 0(1) | フアン・ホセ・グスマン                               |        | 保守党                              |                               | 1842年9月26日 - 1843年12月10日 | 1年 + 75日 （計 1年 + 152日）      |                                    |
| 0－  | フェルミン・パラシオス（代理）                       |        | 無所属                              |                               | 1844年2月1日 - 1844年2月7日    | 6日                                |                                    |
| 002  | フランシスコ・マレスピン                             |        | 保守党                              | 2                             | 1844年2月7日 - 1845年2月15日   | 1年 + 8日                          |                                    |
| 003  | ホアキン・グスマン・エウフラシオ                     |        | 保守党                              |                               | 1845年4月25日 - 1846年2月1日   | 282日                              |                                    |
| 0－  | フェルミン・パラシオス                               |        | 無所属                              |                               | 1846年2月1日 - 1846年2月21日   | 20日                               | 大統領代行                         |
| 004  | エウヘニオ・アギラール                               |        | 自由党                              | 4                             | 1846年2月21日 - 1846年7月12日  | 141日                              |                                    |
| 0－  | フェルミン・パラシオス                               |        | 無所属                              |                               | 1846年7月12日 - 1846年7月21日  | 9日                                | 大統領代行                         |
| 0(4) | エウヘニオ・アギラール                               |        | 自由党                              | 4                             | 1846年7月21日 - 1848年2月1日   | 1年 + 195日                        |                                    |
| 0－  | トマス・メディナ（代理）                             |        | 無所属                              |                               | 1848年2月1日 - 1848年2月3日    |                                    |                                    |
| 0－  | ホセ・フェリックス・キロス（代理）                   |        | 無所属                              |                               | 1848年2月3日 - 1848年2月7日    |                                    |                                    |
| 0    | ドロテオ・バスコンセロス                             |        | 自由党                              |                               | 1848年2月7日 - 1850年2月1日    |                                    |                                    |
| 0-   | ラモン・ロドリゲス（代理）                           |        | 無所属                              |                               | 1850年2月1日 - 1850年2月4日    |                                    |                                    |
| 002  | ドロテオ・バスコンセロス                             |        | 自由党                              |                               | 1850年2月4日 - 1851年3月1日    |                                    |                                    |
| 0-   | ホセ・フェリックス・キロス（代理）                   |        | 無所属                              |                               | 1851年3月1日 - 1851年5月13     |                                    |                                    |
| 003  | フランシスコ・ドゥエニャス                           |        | 保守党                              |                               | 1851年5月13日 - 1852年1月30日  |                                    |                                    |
| 004  | ホセ・マリア・デ・サン・マルティン（代理）           |        | 保守党                              |                               | 1852年1月30日 - 1852年2月1日   |                                    |                                    |
| 005  | フランシスコ・ドゥエニャス                           |        | 保守党                              |                               | 1852年2月1日 - 1854年2月1日    |                                    |                                    |
| 0-   | ビセンテ・ゴメス（代理）                             |        | 無所属                              |                               | 1854年2月1日 - 1854年2月15日   |                                    |                                    |
| 006  | ホセ・マリア・デ・サン・マルティン                   |        | 保守党                              |                               | 1854年2月15日 - 1856年2月1日   |                                    |                                    |
| 007  | フランシスコ・ドゥエニャス（代理）                   |        | 保守党                              |                               | 1856年2月1日 - 1856年2月12日   |                                    |                                    |
| 008  | ラファエル・カンポ                                   |        | 保守党                              |                               | 1856年2月12日 - 1858年2月1日   |                                    |                                    |
| 0-   | ロレンソ・セペダ（代理）                             |        | 無所属                              |                               | 1858年2月1日 - 1858年2月7日    |                                    |                                    |
| 009  | ミゲル・サンティン・デル・カスティージョ             |        | 保守党                              |                               | 1858年2月7日 - 1859年1月24日   |                                    |                                    |
| 0    | ホアキン・グスマン・エウフラシオ（代理）             |        | 無所属                              |                               | 1859年1月24日 - 1859年2月15日  |                                    |                                    |
| 0-   | ホセ・マリア・ペラルタ（代理）                       |        | 無所属                              |                               | 1859年2月15日 - 1859年3月12日  |                                    |                                    |
| 010  | ヘラルド・バリオス                                   |        | 自由党                              |                               | 1859年3月12日 - 1863年10月26日 |                                    |                                    |
| 011  | フランシスコ・ドゥエニャス                           |        | 保守党                              |                               | 1863年10月26日 - 1871年4月15日 |                                    |                                    |
| 012  | サンティアゴ・ゴンサレス                             |        | 自由党                              |                               | 1871年4月15日 - 1876年2月1日   |                                    |                                    |
| 013  | アンドレス・デル・バジェ                             |        | 自由党                              |                               | 1876年2月1日 - 1876年5月1日    |                                    |                                    |
| 014  | ラファエル・サルディバル                             |        | 自由党                              |                               | 1876年5月1日 - 1885年6月21日   |                                    |                                    |
| 015  | フランシスコ・メネンデス                             |        | 無所属 （軍人）                     |                               | 1885年6月21日 - 1890年6月22日  |                                    |                                    |
| 016  | カルロス・エセタ                                     |        | 無所属 （軍人）                     |                               | 1890年6月22日 - 1894年6月9日   |                                    |                                    |
| 017  | ラファエル・アントニオ・グティエレス                 |        | 無所属 （軍人）                     |                               | 1894年6月10日 - 1898年11月13日 |                                    |                                    |
| 018  | トマス・レガラド                                     |        | 無所属 （軍人）                     |                               | 1898年11月14日 - 1903年3月1日  |                                    |                                    |
| 019  | ペドロ・ホセ・エスカロン                             |        | 無所属 （軍人）                     |                               | 1903年3月1日 - 1907年3月1日    |                                    |                                    |
| 020  | フェルナンド・フィゲロア                             |        | 無所属 （軍人）                     |                               | 1907年3月1日 - 1911年3月1日    |                                    |                                    |
| 021  | マヌエル・エンリケ・アラウホ                         |        | 無所属                              |                               | 1911年3月1日 - 1913年2月8日    |                                    |                                    |
| 0－  | カルロス・メレンデス・ラミレス（暫定）               |        | 国民民主党                          |                               | 1913年2月9日 - 1914年8月29日   |                                    |                                    |
| 0－  | アルフォンソ・キニョネス・モリーナ（暫定）           |        | 国民民主党                          |                               | 1914年8月29日 - 1915年3月1日   |                                    |                                    |
| 022  | カルロス・メレンデス・ラミレス                       |        | 国民民主党                          |                               | 1915年3月1日 - 1918年12月21日  |                                    |                                    |
| 0－  | アルフォンソ・キニョネス・モリーナ（代理）           |        | 国民民主党                          |                               | 1918年12月21日 - 1919年3月1日  |                                    |                                    |
| 023  | ホルヘ・メレンデス                                   |        | 国民民主党                          |                               | 1919年3月1日 - 1923年3月1日    |                                    |                                    |
| 024  | アルフォンソ・キニョネス・モリーナ                   |        | 国民民主党                          |                               | 1923年3月1日 - 1927年3月1日    |                                    |                                    |
| 025  | ピオ・ロメロ・ボスケ                                 |        | 国民民主党                          |                               | 1927年3月1日 - 1931年3月1日    |                                    |                                    |
| 026  | アルトゥーロ・アラウホ                               |        | 労働党                              |                               | 1931年3月1日 - 1931年12月4日   |                                    |                                    |
| 0－  | マクシミリアーノ・エルナンデス・マルティネス（代理） |        | 国民愛国賛成党 （軍人）             |                               | 1931年12月4日 - 1934年8月28日  |                                    |                                    |
| 0－  | アンドレス・イグナシオ・メネンデス（暫定）           |        | 国民愛国賛成党 （軍人）             |                               | 1934年8月29日 - 1935年3月1日   |                                    |                                    |
| 027  | マクシミリアーノ・エルナンデス・マルティネス         |        | 国民愛国賛成党 （軍人）             |                               | 1935年3月1日 - 1944年5月9日    |                                    |                                    |
| 0－  | アンドレス・イグナシオ・メネンデス（暫定）           |        | 国民愛国賛成党 （軍人）             |                               | 1944年5月9日 - 1944年10月20日  |                                    |                                    |
| 0－  | オスミン・アギーレ・イ・サリナス（暫定）             |        | 無所属 （軍人）                     |                               | 1944年10月21日 - 1945年3月1日  |                                    |                                    |
| 028  | サルバドール・カスタネダ・カストロ                   |        | 統一社民党 （軍人）                 |                               | 1945年3月1日 - 1948年12月14日  | 3年 + 288日                        |                                    |
| 0－  | 革命評議会                                           |        |                                     |                               | 1948年12月15日 - 1950年9月14日 | 1年 + 273日                        |                                    |
| 029  | オスカル・オソリオ                                   |        | 民主統一革命党 （軍人）             |                               | 1950年9月14日 - 1956年9月14日  | 6年 + 0日                          |                                    |
| 030  | ホセ・マリア・レムス                                 |        | 民主統一革命党 （軍人）             |                               | 1956年9月14日 - 1960年10月26日 | 4年 + 42日                         |                                    |
| 0－  | 政府委員会                                           |        | -                                   |                               | 1960年10月26日 - 1961年1月25日 | 91日                               |                                    |
| 0－  | 国民軍事政府                                         |        | -                                   |                               | 1961年1月25日 - 1962年1月25日  | 1年 + 0日                          |                                    |
| 0－  | エウセビオ・ロドルフォ・コルドン・セア               |        | 無所属                              |                               | 1962年1月25日 - 1962年7月1日   | 157日                              | 暫定大統領                         |
| 031  | フリオ・アダルベルト・リベラ・カルバリョ             |        | 国民連合党 （軍人）                 |                               | 1962年7月1日 - 1967年7月1日    | 5年 + 0日                          |                                    |
| 032  | フィデル・サンチェス・エルナンデス                   |        | 国民連合党 （軍人）                 |                               | 1967年7月1日 - 1972年7月1日    | 5年 + 0日                          |                                    |
| 033  | アルトゥーロ・アルマンド・モリーナ                   |        | 国民連合党 （軍人）                 |                               | 1972年7月1日 - 1977年7月1日    | 5年 + 0日                          |                                    |
| 034  | カルロス・ウンベルト・ロメロ                         |        | 国民連合党 （軍人）                 |                               | 1977年7月1日 - 1979年10月15日  | 2年 + 106日                        |                                    |
| 0－  | アドルフォ・アルノルド・マヤノ                       |        | 無所属 （軍人）                     |                               | 1979年10月15日 - 1980年1月9日  | 86日                               | 革命評議会議長 （第1次革命評議会） |
| 0－  | アドルフォ・アルノルド・マヤノ                       |        | 無所属 （軍人）                     | 1980年1月9日 - 1980年12月13日 | 339日                          | 革命評議会議長 （第2次革命評議会） |                                    |
| 0－  | アドルフォ・アルノルド・マヤノ                       |        | 無所属 （軍人）                     | 1980年12月13日 - 1982年5月2日 | 1年 + 140日                    | 革命評議会議長 （第3次革命評議会） |                                    |
| 035  | アルバロ・マガニャ                                   |        | 国民共和同盟                        |                               | 1982年5月2日 - 1984年6月1日    | 2年 + 30日                         |                                    |
| 036  | ホセ・ナポレオン・ドゥアルテ                         |        | キリスト教民主党                    |                               | 1984年6月1日 - 1989年6月1日    | 5年 + 0日                          |                                    |
| 037  | アルフレド・クリスティアニ                           |        | 国民共和同盟                        |                               | 1989年6月1日 - 1994年6月1日    | 5年 + 0日                          |                                    |
| 038  | アルマンド・カルデロン・ソル                         |        | 国民共和同盟                        |                               | 1994年6月1日 - 1999年6月1日    | 5年 + 0日                          |                                    |
| 039  | フランシスコ・フローレス・ペレス                     |        | 国民共和同盟                        |                               | 1999年6月1日 - 2004年6月1日    | 5年 + 0日                          |                                    |
| 040  | アントニオ・サカ                                     |        | 国民共和同盟                        |                               | 2004年6月1日 - 2009年6月1日    | 5年 + 0日                          |                                    |
| 041  | マウリシオ・フネス                                   |        | ファラブンド・マルティ 民族解放戦線 |                               | 2009年6月1日 - 2014年6月1日    | 5年 + 0日                          |                                    |
| 042  | サルバドール・サンチェス・セレン                     |        | ファラブンド・マルティ 民族解放戦線 |                               | 2014年6月1日 - 2019年6月1日    | 5年 + 0日                          |                                    |
| 043  | ナジブ・ブケレ                                       |        | 新しい考え （NI）                   |                               | 2019年6月1日 - 2023年12月1日   | 4年 + 183日                        |                                    |
| 00－ | クラウディア・ロドリゲス・デ・ゲバラ                 |        | 新しい考え （NI）                   |                               | 2023年12月1日 - 2024年5月31日  | 182日                              | 大統領代行                         |
| (43) | ナジブ・ブケレ                                       |        | 新しい考え （NI）                   |                               | 2024年6月1日 - （現職）        | 284日                              |                                    |